# Spirosphaera beverwijkiana
Spirosphaera beverwijkiana är en svampart som beskrevs av Hennebert 1968. Spirosphaera beverwijkiana ingår i släktet Spirosphaera, ordningen disksvampar, klassen Leotiomycetes, divisionen sporsäcksvampar och riket svampar.   Inga underarter finns listade i Catalogue of Life.